# IC 338
IC 338 — галактика типу S? (спіральна галактика) у сузір'ї Телець.
Цей об'єкт міститься в оригінальній редакції індексного каталогу.